# Dicranella cardotii
Dicranella cardotii är en bladmossart som beskrevs av Hugh Neville Dixon 1923. Dicranella cardotii ingår i släktet jordmossor, och familjen Dicranaceae. Inga underarter finns listade i Catalogue of Life.